# La edad de piedra (película mexicana)
La edad de piedra es una película de comedia y ciencia ficción mexicana de 1964, producida y escrita por Alfredo Zacarías, dirigida por René Cardona y protagonizada por Viruta y Capulina, junto a las actrices, Lorena Velázquez y Sonia Infante. Esta película es un homenaje a las dos clásicas series animadas de Hanna-Barbera, Los Picapiedra y Capitán Cavernícola, cuyo argumento y secuencia sobre la vida prehistórica y la era cuaternaria son similares y/o diferentes a los de la película El bello durmiente (1952), de Germán Valdés «Tin-Tan» y Lilia del Valle. 

## Trama
El sabio Dr. Atom envía a Viruta y Capulina en una máquina del tiempo a la era prehistórica a conseguir muestras de la piedra polimanguita cuaternaria. Allí encuentran un pequeño dinosaurio y tratan de conocer y defender a un par de bellas cavernarias llamadas Uga (Lorena Velázquez) y Moa (Sonia Infante), quienes son perseguidas por dos cavernícolas fortachones, Troglos (Nathanael León «Frankenstein») y Pitekus (Eduardo Silvestre). Así que encuentran y golpean a Viruta y Capulina y se los llevan a su aldea, hasta lograr desposarlos a la fuerza. Para quedarse con ellas, Viruta y Capulina como valientes cavernarios, deberán enfrentarse con Troglos y Pitekus. Cuando encuentran la piedra vuelven a la época moderna, pero al enterarse de que habrá una guerra deciden regresar a la prehistoria.

## Reparto
- Marco Antonio Campos como Viruta
- Gaspar Henaine como Capulina
- Lorena Velázquez como Uga
- Sonia Infante como Moa
- René Cardona Jr. como Dr. Atom
- Eduardo Silvestre «Mr. Universo» como Pitekus
- Yerye Beirute como rey de las personas en la cueva
- Nathanael León «Frankenstein» como Troglos
- Víctor Manuel Castro como tartamudo
- Guillermo Bravo Sosa como espía
- Mario García «Harapos» como Lagartija
- Manuel Dondé como espía
- Juan José Martínez Casado como jefe espía
- Celia Viveros como Petrita
- Fernando Yapur como hombre en radio
- Julián de Meriche como padre de Sarita
- Jorge Arvizu como robot (voz)
- Roy Fletcher
- Roberto Y. Palacios
- Darío Vivian

## Banda sonora
- «La cama de piedra», de dominio público, interpretada por Marco Antonio Campos y Gaspar Henaine (original de Antonio Aguilar y Pedro Infante).
- «La paloma», de dominio público.